# Wilson Deodato da Silva
Wilson Deodato da Silva (10 de enero de 1981) es un exfutbolista brasileño que se desempeñaba como defensa.
Jugó para clubes como el Juventude, FC Ryukyu y Giravanz Kitakyushu.

## Trayectoria

### Clubes
| Club                       | País   | Año         |
| -------------------------- | ------ | ----------- |
| Juventude                  | Brasil | 2001 - 2002 |
| Okinawa Kariyushi FC       | Japón  | 2003 - 2004 |
| Votuporanga                | Brasil | 2005 - 2006 |
| FC Ryukyu                  | Japón  | 2007        |
| Rio Preto                  | Brasil | 2007        |
| Giravanz Kitakyushu        | Japón  | 2008 - 2010 |
| Unsommet Iwate Hachimantai | Japón  | 2011        |
| Tonan Maebashi             | Japón  | 2012        |
| ReinMeer Aomori            | Japón  | 2013        |
| FC Osaka                   | Japón  | 2014        |